# جايسون بي. براون
جايسون بي. براون (بالإنجليزية: Jason B. Brown)‏ هو محامي وسياسي أمريكي، ولد في 26 فبراير 1839 في الولايات المتحدة، وتوفي في 10 مارس 1898 في نفس البلد. حزبياً، نشط في الحزب الديمقراطي. وقد انتخب عضو مجلس ولاية إنديانا وانتخب عضو مجلس نواب إنديانا وانتخب عضو مجلس النواب الأمريكي.